# Municipio de Pittsfield (Míchigan)
El municipio de Pittsfield (en inglés: Pittsfield Township) es un municipio ubicado en el condado de Washtenaw en el estado estadounidense de Míchigan. En el año 2010 tenía una población de 34663 habitantes y una densidad poblacional de 489,77 personas por km².

## Geografía
El municipio de Pittsfield se encuentra ubicado en las coordenadas 42°12′30″N 83°42′56″O / 42.20833, -83.71556. Según la Oficina del Censo de los Estados Unidos, el municipio tiene una superficie total de 70.77 km², de la cual 70.6 km² corresponden a tierra firme y (0.25%) 0.18 km² es agua.

## Demografía
Según el censo de 2010, había 34663 personas residiendo en el municipio de Pittsfield. La densidad de población era de 489,77 hab./km². De los 34663 habitantes, el municipio de Pittsfield estaba compuesto por el 66.15% blancos, el 13.21% eran afroamericanos, el 0.38% eran amerindios, el 13.59% eran asiáticos, el 0.03% eran isleños del Pacífico, el 2.66% eran de otras razas y el 3.99% pertenecían a dos o más razas. Del total de la población el 6.55% eran hispanos o latinos de cualquier raza.